# Найваша (город)
Найваша (англ. Naivasha; устар. передача Наиваша) — город в Кении, расположен в провинции Рифт-Валли.

## История
В Найваше было подписано соглашение между Народной армией освобождения Судана и Суданом в январе 2005 года. Соглашение положило конец второй гражданской войне в Судане.

## Географическое положение
Город расположен на высоте 2085 метров над уровнем моря.

## Демография
Население города по годам:
| 1999   | 2010   |
| ------ | ------ |
| 32 222 | 42 029 |